# Plano Brady

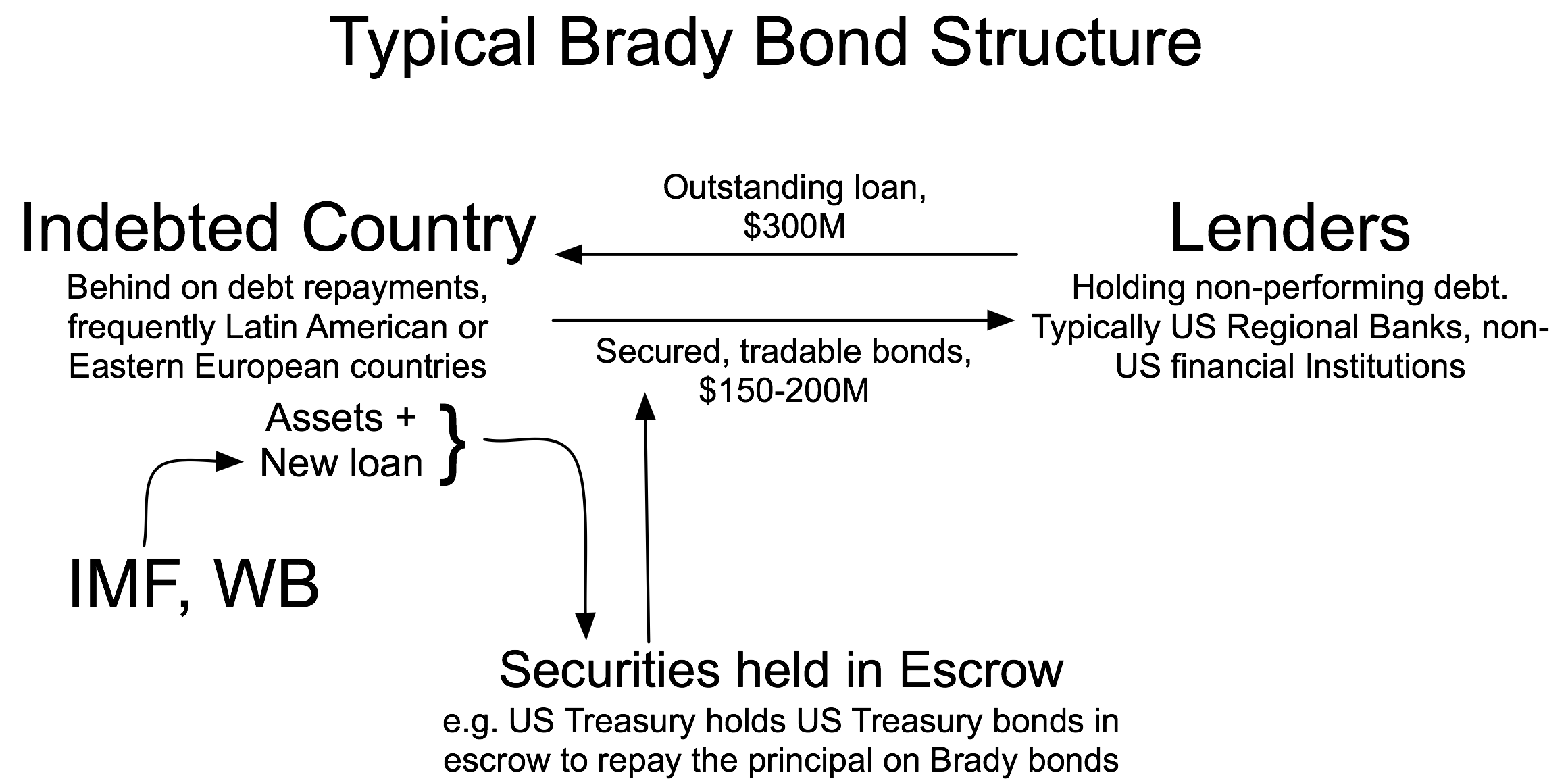
Funcionamento do plano (em inglês)

Plano Brady foi o plano de reestruturação da dívida externa de alguns países, que foi lançado no final da década de 1980. O nome do plano tem sua origem no nome do Secretário do Tesouro dos Estados Unidos, Nicholas F. Brady.

## Contexto econômico
Em 1982, o ambiente econômico para os países em desenvolvimento foi alterado completamente devido à queda abrupta na oferta de crédito, em consequência da declaração de moratória anunciada pelo governo do México. Dependentes de financiamento externo e isolados do mercado financeiro mundial, muitos destes países sofreram sérios problemas para pagar o serviço da sua dívida. Seguiu-se uma década de estagnação econômica e crises, e muitas instituições financeiras estiveram à beira do colapso. Esse período é conhecido como "a década perdida".
A crise foi entendida como um problema de liquidez  e rapidamente os países desenvolvidos foram ao socorro dos países devedores. Novos empréstimos foram feitos através de bancos comerciais, do FMI e de outras agências multilaterais. O objetivo era dar tempo para que os países devedores reorganizassem as suas economias. Em contrapartida aos empréstimos, estes países seguiriam algumas medidas recomendadas pelo FMI, que incluíam: aumento de impostos e tarifas, desvalorização da moeda e redução de gastos governamentais. Apesar do sucesso inicial das medidas, alguns problemas sérios persistiam e os países estavam ainda mais endividados.
Em 1985, o secretário do tesouro estadunidense, James A. Baker, introduziu um plano que previa novos empréstimos condicionados às regras de mercado e à implementação de determinadas reformas, como: privatizações, redução de barreiras de importação e liberalização de investimentos.
Por volta de 1988, ficava claro que o "Plano Baker" havia falhado. A reestruturação da dívida não funcionou e os países estavam ainda mais endividados. Um dos motivos do fracasso residia nos prazos curtos para o pagamento dos empréstimos, que impediam que os países reorganizassem as suas economias. Os bancos comerciais, aparentemente, foram os únicos beneficiários do plano ao conseguirem transferir grande parte da dívida para os bancos oficiais dos países desenvolvidos.
As causas da crise da década de 1980 são diversas, mas a falta de flexibilidade na negociação dos débitos é encarada como um agravante. Os empréstimos eram rígidos e impediam a venda ou transferência de títulos por parte dos detentores. Quando o risco de calote aumentava muito, os bancos só podiam fazer duas coisas: exigir o pagamento total ou permitir o calote. Como, obviamente, os bancos optavam pela primeira alternativa, o resultado era a criação de problemas de liquidez nos países devedores.

## O plano
Em março de 1989, foi anunciado pelo secretário de tesouro dos EUA, Nicholas F. Brady, um plano que pretendia renovar a dívida externa de países em desenvolvimento, mediante a troca por bônus novos. Estes bônus contemplavam o abatimento dos encargos da dívida, através da redução do seu principal ou pela redução nos juros. Além de emitir os bônus, os países deveriam promover reformas liberais em seus mercados. Os bônus do plano Brady ficaram conhecidos como bradies.
Apesar do ceticismo inicial,  a visão que atualmente prevalece é a de que o plano Brady levou ao fim a crise da dívida. A securitização da dívida dos países devedores levou à flexibilização dessa dívida e permitiu que o mercado pudesse conviver com o risco envolvido. Esse risco foi compartilhado por todos os agentes que detinham os bradies. Além disso, o preço da dívida foi determinado pelas condições econômicas e políticas dos países devedores. Dessa forma, nenhuma instituição credora ficava exposta a um risco excessivo.
Muitos analistas acreditam que o problema da dívida foi, em grande parte, resolvido pelo plano Brady. Apesar da maioria dos países beneficiados ainda serem grandes devedores, esta dívida hoje é gerenciável, dizem.

## Osbradies
Foram criados dois tipos principais de bônus:
- Bônus ao par  (Par Bonds[10]) - criados com o valor do empréstimo original, mas com a taxa do cupom abaixo do mercado. O principal e os juros eram usualmente garantidos.
- Bônus de desconto ou Discount Bonds[11] - criados com um desconto sobre o valor do empréstimo original, mas com um cupom à taxa de mercado. O principal e os juros eram usualmente garantidos.

Outros bônus, menos comuns, incluíam: "bônus de redução temporária de juros" (front-loaded interest-reduction bonds), "bônus de capitalização" (front-loaded interest-reduction bonds - "C" Bond), new-money bonds, "bônus de conversão da dívida" (debt-conversion bonds) e past-due interest bonds.
As negociações com bônus do plano Brady geralmente incluíam algum desconto, ou seja, tinham um valor de face menor que os dos empréstimos originais.
As garantias dadas nos acordos variavam de acordo com a negociação.

## Países que aderiram ao plano
Os países que participaram da rodada inicial do plano foram: Argentina, Brasil, Bulgária, Costa Rica, República Dominicana, Equador, México, Marrocos, Nigéria, Filipinas, Polônia e Uruguai.
A América Latina foi a região mais envolvida com o plano. O México concluiu o acordo em 1989, a Venezuela em 1990, a Argentina em 1992 e o Brasil em 1994.

## O caso do Brasil
O Brasil começa a definir o Brady a partir de julho de 1992, sob as negociações de Pedro Malan, nomeado pelo então Ministro da Fazenda Marcílio Marques Moreira  à função, com o Senado avalizando, em dezembro seguinte, a negociação, concluindo-se um acordo em abril de 1994. Ou seja, a adesão foi feita no final do Governo Collor, mas o desenvolvimento se deu com Itamar Franco, tendo Fernando Henrique Cardoso como Ministro da Fazenda.
A dívida negociada no acordo era constituída de obrigações externas decorrentes de empréstimos de médio e longo prazos contraídos por entidades do setor público junto a credores privados, de obrigações objeto de contratos firmados em 1988, conhecidas como 1988 New Money, e de montantes relativos a juros não pagos aos credores privados por entidades do setor público. Em substituição a essa dívida, que somava aproximadamente US$ 55 bilhões, o Brasil emitiu os seguintes bônus:
- ao par (Par Bond) no valor de US$ 8,45 bilhões;
- de desconto (Discount Bond) no valor de US$ 7,28 bilhões;
- de redução temporária de juros (Front Loaded Interest Reduction Bond - FLIRB) no valor de US$ 1,74 bilhão;
- de redução temporária de juros com capitalização (Front Loaded Interest Reduction Bond with Capitalization - C-Bond) no valor de US$ 7,41 bilhões;
- de conversão da dívida (Debt Conversion Bond) no valor de US$ 8,49 bilhões;
- de dinheiro novo (New Money Bond) no valor de US$ 2,24 bilhões;
- Eligible Interest Bond no valor de US$ 7,9 bilhões.

Os bônus ao par, os de desconto, e os de redução temporária de juros contaram com garantias de juros e/ou principal.
As negociações não conseguiram equacionar toda a dívida externa brasileira naquele momento, devido a recusa de um dos credores, a família estadunidense Dart, de participar no acordo. Eles não aceitaram os termos de troca dos novos bônus, não aderiram ao plano e entraram com uma ação contra o Banco Central do Brasil. Em 18 de março de 1996 foi concluído um acordo com a família Dart no qual ficou acordado que o Brasil pagaria os juros atrasados, e que o restante da dívida seria paga de acordo com as definições anteriores ao Plano Brady.

## Desdobramentos recentes
Apesar das negociações do plano Brady terem terminado nos anos 1990, muitas das inovações introduzidas foram utilizadas em outras crises. As últimas crises relacionadas à dívida externa, como no caso da Rússia e do Equador, foram negociadas nos moldes do plano Brady. Em 1999 o Equador se tornou o primeiro país a dar um calote em bônus do plano Brady. O México, em 2003, foi o primeiro dos países a saldar a sua dívida nestes bônus.
No dia 18 de abril de 2006 o governo do Brasil exerceu o direito de resgate antecipado de US$ 6,64 bilhões em títulos bradies, eliminando da dívida externa brasileira todos os títulos relacionados com o plano Brady. Na mesma data o governo da Venezuela anunciou a intenção de resgatar todos estes títulos até o final do primeiro semestre de 2006.